# Gerda Christophersen
Gerda Amalie Holst Christophersen (1. marts 1870 i København – 13. marts 1947 smst) var en dansk skuespillerinde, sangerinde, teaterdirektør og forfatterinde.
Hun scenedebuterede i 1889 som 19-årig på Casino og kom året efter på Det kongelige Teaters elevskole (1890-1893) og blev tilknyttet Det kongelige Teater (1894-1897) i mindre roller. I årene 1897-1900 turnerede hun med en teatertrup og fik her sit teatergennembrud med hovedrollerne i f.eks. Frøken Nitouche i operetten Den skønne Galathea og som Adele i Johann Strauss, den yngres operette Flagermusen. I 1900 var hun med ved indvielsen af Aarhus Teater. I 1902 var hun tilbage i København på Casino, hvor hun som operetteprimadonna havde nogen succes og også blev direktør i årene 1912-1914 som den første kvindelige teaterdirektør i Danmark. Senere var hun teaterdirektør for turnerende teatre.
Hun filmdebuterede i 1911 for Nordisk Films Kompagni i succesfilmen Den farlige Alder baseret på en roman af forfatterinde Karin Michaëlis. I filmen spillede hun en af hovedrollerne som den aldrende kvinde, der forfører sin datters (Clara Wieth) forlovede (Valdemar Psilander). Efter debuten medvirkede hun i et mindre antal stumfilm for forskellige danske selskaber, til hun i 1915 blev fast tilknyttet Nordisk Film og her indspillede omkring 15 stumfilm indtil 1917 . Hun medvirkede desuden i en enkelt tonefilm fra 1939. Og forfattede et filmmanuskript, som blev realiseret af Nordisk Film i 1912.
I 1929 blev hun tildelt medaljen Ingenio et arti. I 1919 udgav hun sin første autobiografi Memoirer og i 1945 sin anden, Jeg gav aldrig op.
Gerda Christophersen var datter af operasanger Harald Edvard Christophersen (1838-1919) og hustru Ernesta Felicita Simonsen (1843-1916). I 1918 blev hun som 48-årig gift med den 29-årige skuespiller Carl Worm (1889-1961). Ægteskabet blev opløst i 1935. Hun døde den 13. marts 1947 og ligger begravet på Bispebjerg Kirkegård i København.

## Filmografi
- 1911 – Gøglerblod (som Miranda, gøgler; ukendt instruktør)
- 1911 – Den farlige Alder (som Enkegrevinde Elsie von Lindtner; instruktør August Blom)
- 1914 – Gyldne Lænker (som Mercedes, Cartwrights niece; instruktør Alfred Cohn)
- 1915 – Hvor Sorgerne glemmes (som Fyrstinde Sara von Staffenfeldt; instruktør Holger-Madsen)
- 1915 – Det evige Had (som Fru Timm, Jens' mor; instruktør Hjalmar Davidsen)
- 1915 – Hjertefejlen (som Fru Holm; instruktør Lau Lauritzen Sr.)
- 1915 – Helten fra Østafrika (instruktør Lau Lauritzen Sr.)
- 1915 – To Mand frem for en Enke (som Enkefru Fager; instruktør Lau Lauritzen Sr.)
- 1916 – Hvem er hun?  (som Fru Taylor; instruktør Emanuel Gregers)
- 1916 – Den hvide Djævel (som Asia; instruktør Holger-Madsen)
- 1916 – Gar el Hama IV (som Grevinde Sinclair; instruktør Robert Dinesen)
- 1916 – Paraplyen (som Fru Holm; instruktør Lau Lauritzen Sr.)
- 1916 – Letsindighedens Løn (som Rosa, oberstens datter; instruktør Robert Dinesen)
- 1916 – Ene i Verden (som Komtesse Luigi, svindlerske; instruktør A.W. Sandberg)
- 1917 – Handelen med Menneskeliv (som Fru Gillemot; instruktør Hjalmar Davidsen)
- 1917 – Askepot (instruktør Lau Lauritzen Sr.)
- 1939 – Genboerne (som Madam Smidt; instruktør Arne Weel)

### Som manuskriptforfatter
- 1912 – Kærlighed og Venskab (instruktør Eduard Schnedler-Sørensen)